# Oxyaenodon
Oxyaenodon — вимерлий рід гієнодонтових ссавців. Скам'янілості знайдено в Юті, США. Описано 2 види: Oxyaenodon dysodus, Oxyaenodon wortmani.